# Aérodrome de Lens - Bénifontaine
L’aérodrome de Lens - Bénifontaine (code OACI : LFQL) est un aérodrome ouvert à la circulation aérienne publique (CAP), situé sur la commune de Bénifontaine à 3 km au nord de Lens dans le Pas-de-Calais (région Hauts-de-France, France).
Il est utilisé pour la pratique d’activités de loisirs et de tourisme (aviation légère dont voltige, hélicoptère, parachutisme et aéromodélisme).

## Installations
L’aérodrome dispose de deux pistes en herbe :
- une piste orientée sud-nord (03/21) longue de 1 070 mètres et large de 60 ;
- une piste orientée est-ouest (09/27) longue de 760 mètres et large de 60.

L’aérodrome n’est pas contrôlé. Les communications s’effectuent en auto-information sur la fréquence de 123,355 MHz (fréquence partagée avec l’aérodrome de Laon - Chambry et Fretoy-le-Château).
S’y ajoutent :
- une aire de stationnement ;
- des hangars ;
- une station d’avitaillement en carburant (100LL) ;
- un restaurant[2].

## Activités
- Aéroclub Gaston Vailler de Lens-Bénifontaine
- Centre école régional de parachutisme de Lens (CERPL)
- Aéro nord ULM
- Modèle Air Club Lens Bénifontaine
- Aviation Passion